# Bombe guidée laser
Pour les articles homonymes, voir BGL.

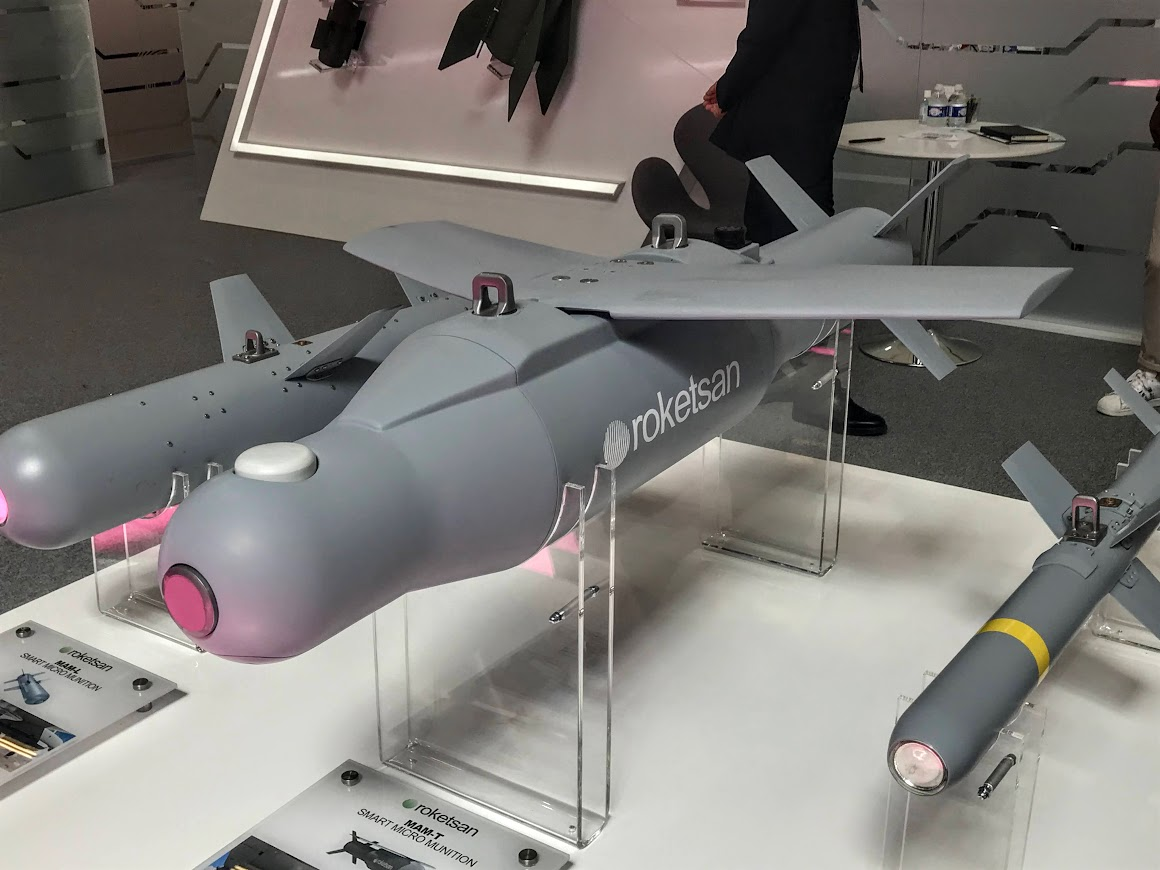
Bombes MAM-T à guidage laser conçu par Roketsan.

Une bombe guidée laser (BGL) est une bombe guidée qui modifie elle-même sa trajectoire pour atteindre une cible désignée par un « spot » (ou tache) laser émis par un désignateur laser. Elle fait partie de l'armement air-sol. Il s'agit dans l'immense majorité de bombes classiques auxquelles on a rajouté un capteur de cible laser et un kit de contrôle.

## Historique
Ce type de munition a été développé à partir de 1962 et a été utilisé pour la première fois durant la guerre du Viêt Nam en 1968 par l'aviation des États-Unis.
Elles se sont généralisées dans les années 1990.

## États-Unis
La première bombe à guidage laser a été la BOLT-117 (en) entrée en service en 1967 et employée au combat l'année suivante. Ce type de bombe est désigné par le terme générique Paveway depuis les années 1970.

## France
En France, le terme désigne plus particulièrement le système d'arme BGL 1000, développé par Matra BAe Dynamics (en), le système de guidage laser étant produit par Thomson-CSF (aujourd'hui connu sous le nom de Thales).
Entrée en service dans les années 1990, cette arme a été utilisée avec succès au cours des conflits de Bosnie-Herzégovine et du Kosovo. Elles sont habituellement larguées depuis des Mirages 2000 mais le Jaguar et le Mirage F-1 et aujourd'hui le Rafale en sont aussi équipés.
Cette arme de grande précision est très chère, et l'Armée de l'air française a acheté des bombes américaines Paveway pour reconstituer le stock de munitions tirées lors de la guerre du Kosovo de 1999, ainsi que des kits de guidages adaptables sur les bombes de 250 kg de fabrication française.
Plus de 1 750 BGL (1000, 400 et 250) ont été commandées par plusieurs pays. La charge peut être conventionnelle ou pénétrante pour l'attaque des bunkers. Elle est guidée d'habitude par les nacelles ATLIS ou PDLCT.

### Caractéristiques
Pour la BGL 1000 :
- masse de l'arme : 997 kg
- diamètre : 1,71 m
- longueur : 4,36 m
- envergure : 1,62 m
- rayon d'action maximal : 10 km
- rayon d'action minimal : 5 km
- système de guidage : laser

Variantes dans la famille de bombes BLG :
- BGL 1000 : bombe guidée laser de 1 000 kg.
- BGL 400 : bombe guidée laser de 400 kg.
- BGL 250 : bombe guidée laser de 250 kg.

Durant les opérations sur le Kosovo ou la Bosnie, des kits de guidage ont été adaptés sur des bombes de 250 kg pour les convertir en bombes guidées laser.